# Have It All (bài hát của Jason Mraz)
"Have It All" là bài hát của ca sĩ-nhạc sĩ người Mỹ Jason Mraz. Nó được phát hành ngày 27 tháng 4 năm 2018, bởi Atlantic Records như là đĩa đơn đầu tiên từ album phòng thu thứ sáu của anh, Know.

## Bảng xếp hạng

### Bảng xếp hạng hàng tuần
| Bảng xếp hạng (2018)                  | Vị trí cao nhất |
| ------------------------------------- | --------------- |
| Bỉ (Ultratip Flanders)                | 12              |
| Bỉ (Ultratip Wallonia)                | 26              |
| Canada AC (Billboard)                 | 21              |
| Canada Hot AC (Billboard)             | 28              |
| Nhật Bản (Japan Hot 100)              | 88              |
| Hoa Kỳ Billboard Hot 100              | 90              |
| Hoa Kỳ Adult Contemporary (Billboard) | 14              |
| Hoa Kỳ Adult Pop Airplay (Billboard)  | 10              |

### Bảng xếp hạng cuối năm
| Bảng xếp hạng (2018)                     | Vị trí |
| ---------------------------------------- | ------ |
| Hoa Kỳ US Adult Contemporary (Billboard) | 35     |
| Hoa Kỳ US Adult Top 40 (Billboard)       | 32     |
| Bảng xếp hạng (2019)                     | Vị trí |
| Bồ Đào Nha (AFP)                         | 2945   |